# Hydrocotyle bonariensis
Erva-Capitão (Hydrocotyle bonariensis) é uma espécie de planta com flor pertencente à família Araliaceae. Também conhecida com acariçoba, para-sol, barbarosa, acaricaba, acariroba.
É uma planta perene de caule rasteiro aéreo ou subterrâneo. Frequentemente apresenta enraizamento em seus nós. Seu rizoma, esbranquiçado, dificilmente ramifica. Cada nó forma uma folha.
Sua inflorescência forma um guarda-chuva irregular. Essa espécie é extremamente adaptável, podendo ocorrer desde dunas com pouquíssimo recurso hídrico à planícies alagáveis com muita matéria orgânica. São também encontradas em áreas urbanas e restingas. 
Suas folhas funcionam como quebra vento nas dunas, auxiliando na deposição de sedimento arenoso. 
Suas folhas são utilizadas como recurso alimentar de lagartas e suas sementes e frutos por formigas (Camponutus punctulatus).
É considerada uma PANC, tendo um sabor similar a salsinha
A autoridade científica da espécie é Lam., tendo sido publicada em Encyclopédie Méthodique, Botanique 3(1): 153–154. 1789.

## Portugal
Trata-se de uma espécie presente no território português, nomeadamente em Portugal Continental.
Em termos de naturalidade é introduzida na região atrás indicada.

## Protecção
Não se encontra protegida por legislação portuguesa ou da Comunidade Europeia.